# Blind Horizon
Blind Horizon és una pel·lícula estatunidenca dirigida per Michael Haussman, estrenada l'any 2003. Ha estat doblada al català

## Argument
Un home es troba en estat d'amnèsia a Blackpoint, i reconstruint el seu passat a poc a poc, es descobreix al corrent d'un complot contra el president dels Estats Units. Una promesa que no reconeix, Chloé, sembla ajudar-lo a trobar-se…

## Repartiment
- Val Kilmer: Frank Kavanaugh
- Neve Campbell: Chloe Richards
- Sam Shepard: El xèrif Jack Kolb
- Amy Smart: Liz Culpepper
- Noble Willingham: El xèrif adjunt Shirl Cash
- Giancarlo Esposito: J.C. Reynolds
- Gil Bellows: Dr. Theodore Conway
- Faye Dunaway: Mme K
- Charles Ortiz: Nico
- Leo Fitzpatrick: Sterling

## Al voltant de la pel·lícula
- El tema de l'heroi amnèsic és des d'aleshores comú, en particular desenvolupat per la novel·la The Bourne Identity, tractat igualment als dibuixos XIII.
- L'ús del flaix back és aquí omnipresent, pel fet de la reaparició progressiva de la memòria del personatge principal.
- Es tracta de l'últim film i de l'última aparició a la pantalla de Noble Willingham.